# Pareumenes carinulata
Pareumenes carinulata är en stekelart som först beskrevs av Spinosa 1815.  Pareumenes carinulata ingår i släktet Pareumenes och familjen Eumenidae. Inga underarter finns listade i Catalogue of Life.